# Пожођени (Горж)
Пожођени (рум. Pojogeni) насеље је у Румунији у округу Горж у општини Таргу Карбунешти. Oпштина се налази на надморској висини од 222 m.

## Становништво
Према подацима из 2002. године у насељу је живело 986 становника, од којих су сви румунске националности.